# Ngorin
Ngorin est une localité du Cameroun située dans la région du Nord-Ouest et le département du Bui. Elle fait partie de la commune de Mbiame.

## Population
Lors du recensement de 2005, on y a dénombré 495 personnes.
Une étude locale de 2012 a estimé la population à 1 040 habitants.

## Infrastructures
Ngorin dispose d'une centre de santé intégré (CSI).

## Personnalités nées à Ngorin
- Emmanuel Bushu (1944-), évêque de Buéa